# 中之人
中之人（日语：／*/?）是一個习惯用語，多指VTuber背後的饰演者，也可以代指網路上的各種產品或服務的幕後角色表演者、經營者、開發商或提供者。

## 定義
“中之人”原指特攝作品中特定角色皮套裡面的真人演員，或是職業運動賽事中吉祥物布偶裝裡面的表演者。
如今“中之人”並沒有很明確的定義，通常是指在虛擬作品中扮演特定角色的演員、配音員、操作者。主要用於線上遊戲、VTuber以及吉祥物。角色配音員通常會被歸類為聲優，而非中之人。

## 線上遊戲
有些線上遊戲的開發者、管理者、大師級玩家，以及地方吉祥物的扮演者，也會被叫做“‘某人物’的中之人”、“神”。但是基於工作协定（部份會在合約中寫明），大部分中之人的身份不会公开。

## VTuber
在VTuber產業中，為VTuber提供聲音來源以及操作的人物被稱為“中之人”或是“魂”。大部分中之人都不會公開自己的现实身份，最多的情况也只有带着手套或其他遮盖物进行手部动作直播的情况，例如制作泥偶或真实的烹饪。
VTuber中也有主动公开，现实与虚构情境下同時經營的例子（台灣也稱為VType，如美籍日裔直播主Kson）。許多經營VTuber的公司規定中之人必須保持角色設定，不可以透露中之人的身份。有些VTuber公司會因旗下藝人的中之人相關問題，而祭出警告或解約等處置。粉絲之間會有默契的不去公開探討VTuber的中之人的真實身份。大部分粉絲已經逐漸接納了VTuber歸VTuber、中之人歸中之人的狀態。